# Rutilia dentata
Rutilia dentata är en tvåvingeart som beskrevs av Crosskey 1973. Rutilia dentata ingår i släktet Rutilia och familjen parasitflugor. Inga underarter finns listade i Catalogue of Life.